# Apatania stylata
Apatania stylata là một loài Trichoptera trong họ Apataniidae. Chúng phân bố ở miền Cổ bắc.